# Кунт, Карл Сигизмунд
Карл Сигизмунд Кунт (нем. Karl Sigismund Kunth; 18 июня 1788 — 22 марта 1850) — немецкий ботаник.

## Биография
В 1806 году Кунт поступил на естественный факультет Берлинского университета. В 1838 году напечатал свою первую научную работу: «Flora Berolinensis» (2-е изд. 1838). После смерти Вильденова Кунт предпринял обработку гербариев, собранных А. Гумбольдтом и Э. Бонпланом; переехал в 1813 году к Гумбольдту в Париж, где и оставался до 1819 года.
В том же году Кунт вернулся в Берлин, был назначен профессором ботаники и вице-директором ботанического сада; в 1829 году выбран в члены Академии наук. Сочинения Кунта относились к важнейшим работам по систематике растений, таковы, например: «Nova genera et species plantarum» (7 томов, Париж, 1815—1825); «Mimoses et autres plantes Legumineuses du Nouveau Continent, recueeillies par M. A. de Humboldt et Bonpland» (Париж, 1819—1824, с 60 таблицами); «Synopsis plantarum quas… collegerunt Alexander de Humboldt et Amatus Bonpland» (Париж, 1822—1825); «Enumeratio plantarum omnium hucusque cognitarum» (Штутгарт и Тюбинген, 1833—1850, 5 томов); «Distribution méthodique de la famille Ses Graminées» (Париж, 1835; 220 таблиц). Из других сочинений Кунта в своё время были известны: «Handbuch der Botanik» (Берлин, 1731); «Lehrbuch der Botanik» (Берлин, 1847); «Anleitung zur Kenntnis sämmtlicher in der Pharmacopoea borussica aufgeführten officinellen Gewächse» (Берлин, 1834) и др.